# Paré-Gletscher
Der Paré-Gletscher ist ein 11 km langer und 1,5 km breiter Gletscher im Nordosten der Brabant-Insel im Palmer-Archipel westlich der Antarktischen Halbinsel. Er fließt zunächst ostwärts, dann nach Nordosten in das Kopfende Bouquet Bay.
Der Gletscher erscheint namenlos auf argentinischen Karten aus dem Jahr 1953. Fotografiert wurde er zwischen 1956 und 1957 durch die Hunting Aerosurveys Ltd. Diese Luftaufnahmen dienten der Kartierung im Jahr 1959. Das UK Antarctic Place-Names Committee benannte den Gletscher 1960 nach dem französischen Chirurgen Ambroise Paré (1510–1590), der hygienische Wundbehandlungen lehrte und die Operationstechniken zur Behandlung von Knochenbrüchen verbesserte.